# Nemomydas sponsor
Nemomydas sponsor is een vliegensoort uit de familie Mydidae. De wetenschappelijke naam van de soort is, geplaatst in het geslacht Leptomydas, voor het eerst geldig gepubliceerd in 1886 door Osten-Sacken.
De soort komt voor in Costa Rica en Guatemala.